# Канадарм2
Мобилната обслужваща система (на английски: Mobile Servicing System) или по-популярна с името на основния си компонент Канадарм2 (на английски: Canadarm2) е компонент на Международната космическа станция.
Изпълнява ключова роля в монтажа и поддръжката на станцията: премества оборудване и материали в рамките на станцията, помага на космонавтите в работата им в открития космос и обслужва инструментите и други товари, свързани с космическата станция. Космонавтите преминават специално обучение за работа с Канадарм2.

## Описание
Мобилната обслужваща система се състои от три основни компонента:
1. Канадарм2 – ръка, наричана Space Station Remote Manipulator (SSRMS), в превод на български „дистанционен манипулатор на космическата станция“.
2. Декстър - многофункционален накрайник, наричан Special Purpose Dexterous Manipulator (Ловък манипулатор за специални цели), известен също като Декстър.
3. Базова мобилна система (Mobile Base System) – система от релси и мобилна платформа, която се движи по тях. Системата е разположена върху фермовата конструкция.

## Любопитно
Софтуерът на системата за контрол е написана на програмния език Ада.